# Saint-Romuald
Pour les articles homonymes, voir Romuald.
Saint-Romuald est l'un des dix quartiers de la ville de Lévis et l'un des quatre situés dans l'arrondissement Les Chutes-de-la-Chaudière-Est au Québec. 

## Historique
Cette ancienne ville, autrefois nommée Saint-Romuald d'Etchemin, a existé de 1854 à 2002  et fut fusionnée à Lévis le 1er janvier 2002. La ville de Saint-Romuald fut nommée en l'honneur de Romuald de Ravenne.
En 1965, la municipalité de Saint-Romuald fut fusionnée avec l'ancienne municipalité de Saint-Télesphore fondée en 1876.
En 1973, des citoyens de Saint-Romuald demande l'annexion par la ville de Lévis.

## Description

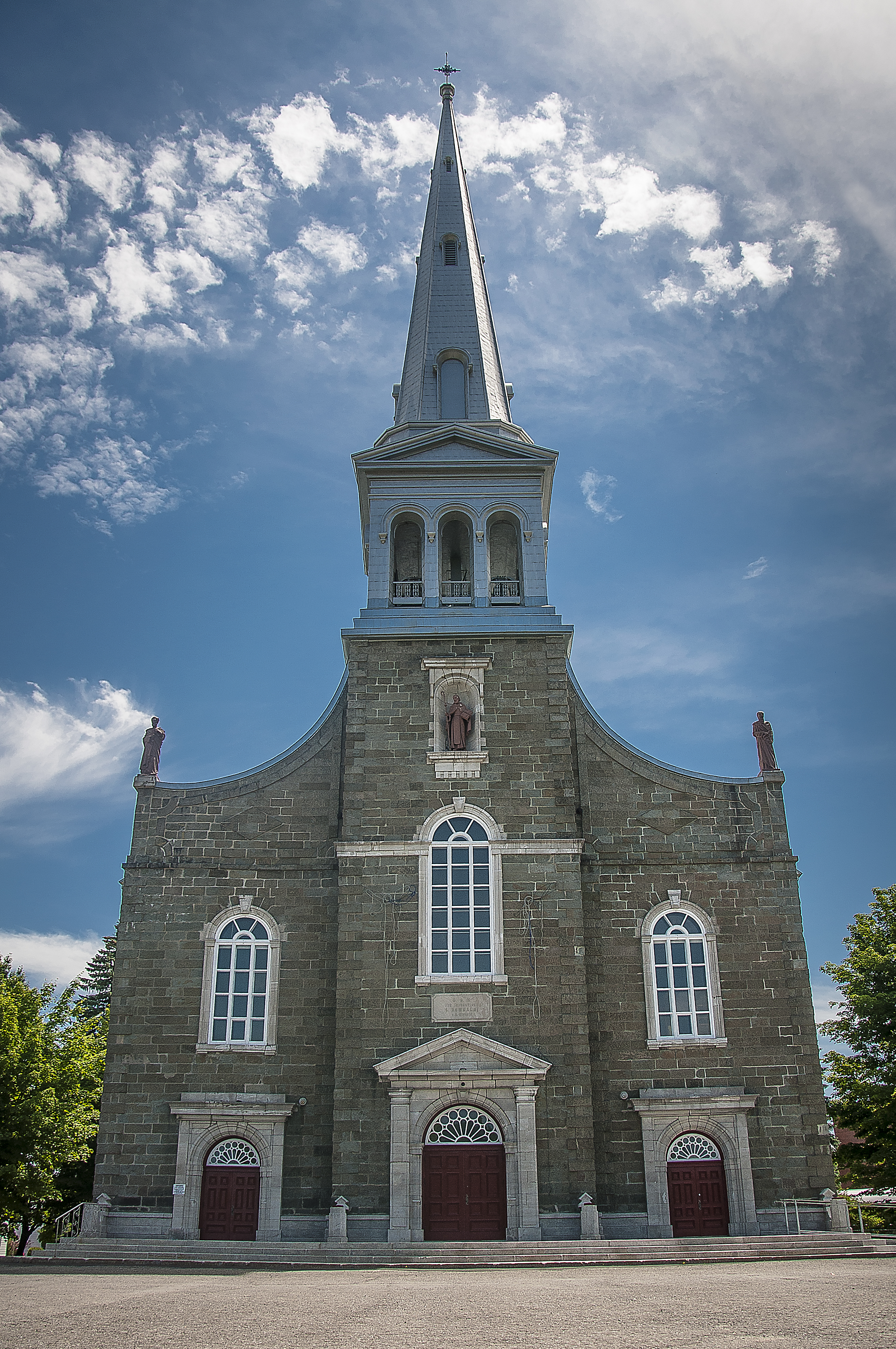
Église de Saint-Romuald

Ce quartier fait partie de la nouvelle ville de Lévis, face à Québec sur la rive-sud du fleuve Saint-Laurent. C'est également à cet endroit que la rivière Etchemin termine son parcours à la jonction du Saint-Laurent et que le Pont de Québec relie la rive sud du fleuve à la ville de Québec. On y retrouve notamment le secteur historique de Chaudière-Bassin qui s'est fait connaître par le commerce du bois et la construction navale au milieu du XIXe siècle.
Les rivières Chaudière et Etchemin se jettent dans le Saint-Laurent à la hauteur de Saint-Romuald. Les ponts de Québec et Pierre-Laporte sont aussi à proximité, à l'ouest de l'ancienne municipalité. À l'est, on retrouve la raffinerie Jean-Gaulin, la plus grande de l'est du Canada, gérée par la compagnie Ultramar. 
L'hôtel de ville de Lévis se trouve dans le quartier Saint-Romuald au 2175, chemin du Fleuve. On y retrouve également une marina et une église construite en 1855-1856.
Le quartier est délimité au nord par le fleuve Saint-Laurent et au sud par l'autoroute Jean-Lesage (autoroute 20). On peut aussi y accéder en prenant la route 132, localement appelée le Boulevard Guillaume-Couture.
La plus importante piste cyclable de Lévis commence dans le quartier Saint-Romuald pour se terminer dans le secteur de Lauzon, à une quinzaine de kilomètres vers l'est.

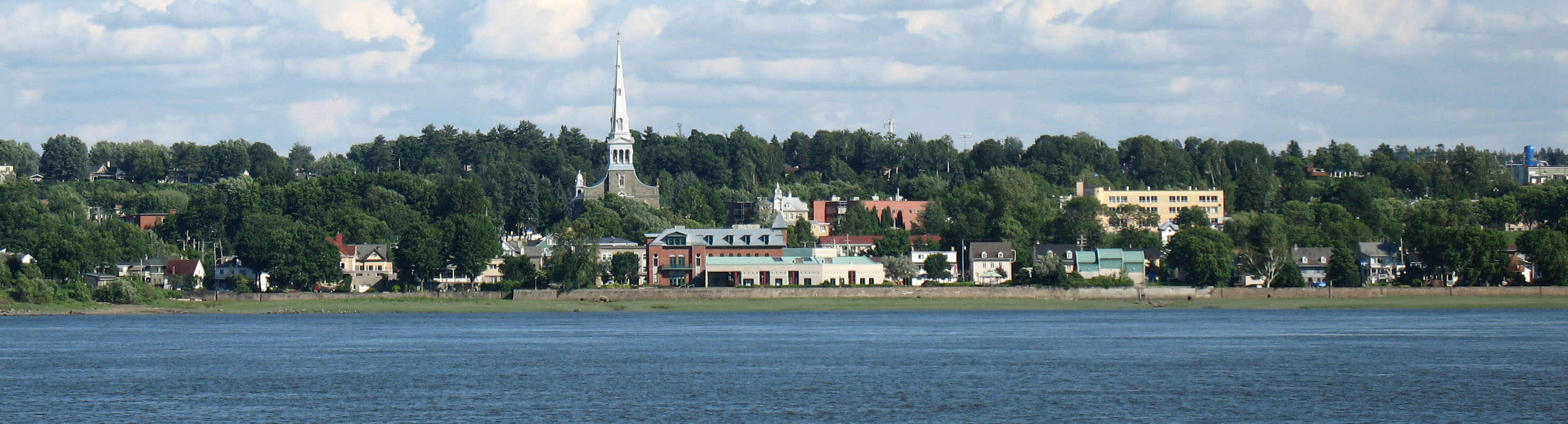
Saint-Romuald vu de Québec

## Démographie
| 1861  | 1871 | 1881  | 1891  | 1901  | 1911  | 1921  | 1931  | 1941  |
| ----- | ---- | ----- | ----- | ----- | ----- | ----- | ----- | ----- |
| 2 600 | -    | 3 641 | 3 545 | 3 589 | 3 993 | 3 825 | 3 722 | 4 027 |

| 1951  | 1956  | 1961  | 1966  | 1971  | 1976  | 1981  | 1986  | 1991  |
| ----- | ----- | ----- | ----- | ----- | ----- | ----- | ----- | ----- |
| 4 797 | 5 278 | 5 681 | 7 375 | 8 394 | 9 160 | 9 849 | 9 953 | 9 830 |

| 1996   | 2001   | 2006   | 2011 | 2016 | 2019   | - | - | - |
| ------ | ------ | ------ | ---- | ---- | ------ | - | - | - |
| 10 604 | 10 825 | 11 663 | -    | -    | 13 435 | - | - | - |